# Happy jazz album
Happy jazz album četvrti je studijski album hrvatske jazz i rock glazbenice Zdenke Kovačiček, kojeg 1991. godine objavljuje diskografska kuća Helidon.
Materijal snima s triom Vanje Lisaka i gostima Georgijem Garanjaniem i Peppinom Principeom. Uz standardne jazz obrade na albumu se još nalaze i "Dobro veče jazzeri" (obrada Bajagine skladne "Dobro jutro jazzeri") i "Mercedes-benz" (skladba Janis Joplin), a sadrži i njezinu uspješnicu "Zbog jedne davne melodije" (Miljenko Prohaska/Drago Britvić).

## Popis pjesama

### A strana
1. "Dobra večer jazzeri"
2. "Hallo Dolly"
3. "The shadow of your smile"
4. "That's life"
5. "Whiskey drinkin' man"
6. "Blueberry hill"
7. "Sweet Georgia Brown"
8. "Mercedes benz"

### B strana
1. "My baby just cares for me"
2. "The boy from Ipanema"
3. "I can't give you anything but love"
4. "Basin street blues"
5. "Is you is or is you ain't my baby"
6. "Zbog jedne melodije davne"